# Herb Göteborga

Przedstawiony herb jest zgodny z oficjalnym blazonowaniem (opisem herbu), jednak graficznie nie jest tożsamy z wersją używaną przez władze miasta.

Herb Göteborga – jeden z symboli tego szwedzkiego miasta.

## Opis herbu
W polu błękitnym trzy skosy faliste w lewo srebrne. Na nich zwrócony w lewo lew wspięty złoty z podwójnym ogonem i o czerwonym uzbrojeniu, w koronie królewskiej. W prawej przedniej łapie trzyma złoty miecz, zaś w lewej niebieską tarczę z trzema złotymi koronami w rozstrój (dwie nad jedną).

## Pochodzenie herbu
Herb Göteborga nawiązuje bezpośrednio do herbu wielkiego Szwecji. W nim również można odnaleźć złotego lwa (tzw. Göta Lejon) – symbol dynastii Folkungów, a także tarczę Svea rike z trzema koronami. Różnicą, w stosunku do wizerunku „państwowego”, jest ustawienie lwa oraz rodzaj korony.
Göta Lejon na najwcześniejszych wizerunkach herbu Göteborga zwrócony jest w lewo (patrząc od strony osoby trzymającej tarczę), co jest ustawieniem nietypowym, teoretycznie mniej zaszczytnym. Na przestrzeni wieków trwał jednak spór nad tym, w którą stronę winne być zwrócone miejskie godło. Komisja heraldyczna sugerowała ułożenie lwa w sposób powszechnie przyjęty za właściwy, podczas gdy władze miasta optowały za rozwiązaniem oryginalnym, odmiennym. Kolejnym elementem wyróżniającym jest wspomniana już korona spoczywająca na głowie lwa. W herbie państwowym jest to zwykła korona heraldyczna o trzech liściach, natomiast Göteborg otrzymał prawo do umieszczenia w herbie zamkniętej korony królewskiej. Fakt ten miał podkreślać rangę miasta broniącego duńskiej granicy.
Spór co do dokładnego blazonowania zakończyło dopiero oficjalne nadanie herbu przez Gustawa VI Adolfa w 1952 roku.

## Użycie
Obecnie władze miasta korzystają raczej ze stylizowanej na logotyp wersji herbu, często zaopatrzonej także w napis „Göteborgs Stad”. W 2002 roku przyjęto program ujednoliconego posługiwania się herbem i logotypem miasta Göteborg.